# Patty Schnyder
Patty Schnyder (Basilea, Suïssa, 14 de desembre del 1978) és una jugadora de tennis professional suïssa retirada.
Va guanyar un total d'onze títol individuals i cinc més en dobles femenins que li van permetre arribar al setè lloc del rànquing mundial individual i al quinzè en dobles femenins. Va formar part de l'equip suís de la Fed Cup en diverses ocasions i va arribar a disputar la final en l'edició de 1998.
Resident en Baech (Cantó de Schwyz), mesura 1,68 metres, pesa 56,6 quilos, és esquerrana i s'uní a la WTA el 1994. Usa roba Adidas a l'hora de jugar i la seua raqueta és una Head Microgel Radical MP.

## Palmarès

### Individual: 27 (11−16)
| Abans de 2009                | Després de 2009         |
| ---------------------------- | ----------------------- |
| Grand Slam (0−0)             |                         |
| WTA Tour Championships (0−0) |                         |
| Grand Slam Cup (0−1)         |                         |
| Tier I (1−5)                 | Premier Mandatory (0−0) |
| Tier II (1−4)                | Premier 5 (0−0)         |
| Tier III (5−2)               | Premier (0−0)           |
| Tier IV i V (4−1)            | International (0−3)     |

| Títols per superfície |
| --------------------- |
| Dura (6−7)            |
| Gespa (0−0)           |
| Terra batuda (3−8)    |
| Moqueta (2−1)         |

| Resultat   | Núm. | Data                   | Torneig                         | Superfície   | Oponent             | Marcador            |
| ---------- | ---- | ---------------------- | ------------------------------- | ------------ | ------------------- | ------------------- |
| Finalista  | 1.   | 15 de setembre de 1996 | Karlovy Vary, Txèquia           | Terra batuda | Ruxandra Dragomir   | 2−6, 6−3, 4−6       |
| Guanyadora | 1.   | 17 de gener de 1998    | Hobart, Austràlia               | Dura         | Dominique Van Roost | 6−3, 6−2            |
| Guanyadora | 2.   | 22 de febrer de 1998   | Hannover, Alemanya              | Moqueta (i)  | Jana Novotná        | 6−0, 3−6, 7−5       |
| Guanyadora | 3.   | 23 de maig de 1998     | Madrid, Espanya                 | Terra batuda | Dominique Van Roost | 3−6, 6−4, 6−0       |
| Guanyadora | 4.   | 12 de juliol de 1998   | Maria Lankowitz, Àustria        | Terra batuda | Gala León García    | 6−2, 4−6, 6−3       |
| Guanyadora | 5.   | 19 de juliol de 1998   | Palerm, Itàlia                  | Terra batuda | Barbara Schett      | 6−1, 5−7, 6−2       |
| Finalista  | 2.   | 4 d'octubre de 1998    | Grand Slam Cup, Munic, Alemanya | Dura (i)     | Venus Williams      | 2−6, 6−3, 2−6       |
| Guanyadora | 6.   | 9 de gener de 1999     | Gold Coast, Austràlia           | Dura         | Mary Pierce         | 4−6, 7−6(5), 6−2    |
| Finalista  | 3.   | 10 de juliol de 2000   | Klagenfurt, Àustria             | Terra batuda | Barbara Schett      | 7−5, 4−6, 4−6       |
| Finalista  | 4.   | 9 de juliol de 2001    | Viena (2)                       | Terra batuda | Iroda Tulyaganova   | 3−6, 2−6            |
| Guanyadora | 7.   | 11 de novembre de 2001 | Pattaya, Tailàndia              | Dura         | Henrieta Nagyová    | 6−0, 6−4            |
| Finalista  | 5.   | 21 d'abril de 2002     | Charleston, Estats Units        | Terra batuda | Iva Majoli          | 6−7(5), 4−6         |
| Guanyadora | 8.   | 20 d'octubre de 2002   | Zúric, Suïssa                   | Moqueta (i)  | Lindsay Davenport   | 6−7(5), 7−6(8), 6−3 |
| Guanyadora | 9.   | 8 de gener de 2005     | Gold Coast (2)                  | Dura         | Samantha Stosur     | 1−6, 6−3, 7−5       |
| Finalista  | 6.   | 15 de maig de 2005     | Roma, Itàlia                    | Terra batuda | Amélie Mauresmo     | 6−2, 3−6, 4−6       |
| Guanyadora | 10.  | 24 d'agost de 2005     | Cincinnati, Estats Units        | Dura         | Akiko Morigami      | 6−4, 6−0            |
| Finalista  | 7.   | 23 d'octubre de 2005   | Zúric                           | Moqueta (i)  | Lindsay Davenport   | 6−7(5), 3−6         |
| Finalista  | 8.   | 30 d'octubre de 2005   | Linz, Àustria                   | Dura (i)     | Nàdia Petrova       | 6−4, 3−6, 1−6       |
| Finalista  | 9.   | 16 d'abril de 2006     | Charleston (2)                  | Terra batuda | Nàdia Petrova       | 3−6, 6−4, 1−6       |
| Finalista  | 10.  | 30 de juliol de 2006   | Stanford, Estats Units          | Dura         | Kim Clijsters       | 4−6, 2−6            |
| Finalista  | 11.  | 5 d'agost de 2007      | San Diego, Estats Units         | Dura         | Maria Xaràpova      | 2−6, 6−3, 0−6       |
| Finalista  | 12.  | 28 d'octubre de 2007   | Linz (2)                        | Dura (i)     | Daniela Hantuchová  | 4−6, 2−6            |
| Finalista  | 13.  | 9 de març de 2008      | Bangalore, Índia                | Dura         | Serena Williams     | 5−7, 3−6            |
| Guanyadora | 11.  | 14 de setembre de 2008 | Bali, Indonèsia                 | Dura         | Tamira Paszek       | 6−3, 6−0            |
| Finalista  | 14.  | 12 de juliol de 2009   | Budapest, Hongria               | Terra batuda | Ágnes Szávay        | 6−4, 4−6, 3−6       |
| Finalista  | 15.  | 11 de juliol de 2010   | Budapest (2)                    | Terra batuda | Ágnes Szávay        | 2−6, 4−6            |
| Finalista  | 16.  | 17 d'octubre de 2010   | Linz (3)                        | Dura (i)     | Ana Ivanović        | 1−6, 2−6            |

### Dobles femenins: 16 (5−11)
| Abans de 2009                | Després de 2009         |
| ---------------------------- | ----------------------- |
| Grand Slam (0−0)             |                         |
| WTA Tour Championships (0−0) |                         |
| Tier I (0−1)                 | Premier Mandatory (0−0) |
| Tier II (5−4)                | Premier 5 (0−0)         |
| Tier III (0−3)               | Premier (0−1)           |
| Tier IV i V (0−1)            | International (0−1)     |

| Títols per superfície |
| --------------------- |
| Dura (1−4)            |
| Gespa (0−0)           |
| Terra batuda (1−7)    |
| Moqueta (3−0)         |

| Resultat   | Núm. | Data                 | Torneig                     | Superfície   | Parella              | Oponents                           | Marcador            |
| ---------- | ---- | -------------------- | --------------------------- | ------------ | -------------------- | ---------------------------------- | ------------------- |
| Finalista  | 1.   | 6 d'abril de 1998    | Amelia Island, Estats Units | Terra batuda | Barbara Schett       | Sandra Cacic Mary Pierce           | 6−7, 6−4, 6−7       |
| Guanyadora | 1.   | 27 d'abril de 1998   | Hamburg, Alemanya           | Terra batuda | Barbara Schett       | Martina Hingis Jana Novotná        | 7−6, 3−6, 6−3       |
| Finalista  | 2.   | 13 de juliol de 1998 | Palerm, Itàlia              | Terra batuda | Barbara Schett       | Pavlina Nola Elena Wagner          | 4−6, 2−6            |
| Finalista  | 3.   | 29 de març de 1999   | Hilton Head, Estats Units   | Terra batuda | Barbara Schett       | Elena Likhovtseva Jana Novotná     | 1−6, 4−6            |
| Finalista  | 4.   | 10 de juliol de 2000 | Klagenfurt, Àustria         | Terra batuda | Barbara Schett       | Laura Montalvo Paola Suárez        | 6−7(5), 1−6         |
| Finalista  | 5.   | 28 d'octubre de 2001 | Luxemburg, Luxemburg        | Dura (i)     | Bianka Lamade        | Elena Bovinao Daniela Hantuchová   | 3−6, 3−6            |
| Guanyadora | 2.   | 17 de febrer de 2002 | Anvers, Bèlgica             | Moqueta (i)  | Magdalena Maleeva    | Nathalie Dechy Meilen Tu           | 6−3, 6−7(3), 6−3    |
| Guanyadora | 3.   | 3 de febrer de 2003  | París, França               | Moqueta (i)  | Barbara Schett       | Marion Bartoli S. Cohen-Aloro      | 2−6, 6−2, 7−6(5)    |
| Finalista  | 6.   | 4 de maig de 2003    | Bol, Croàcia                | Terra batuda | Emmanuelle Gagliardi | Petra Mandula Patricia Wartusch    | 3−6, 2−6            |
| Guanyadora | 4.   | 9 de febrer de 2004  | París (2)                   | Moqueta (i)  | Barbara Schett       | Silvia Farina Elia F. Schiavone    | 6−3, 6−2            |
| Finalista  | 7.   | 30 d'octubre de 2004 | Linz, Àustria               | Dura (i)     | Nathalie Dechy       | Janette Husárová Elena Likhovtseva | 2−6, 5−7            |
| Finalista  | 8.   | 10 d'abril de 2005   | Amelia Island, Estats Units | Terra batuda | Květa Peschke        | Bryanne Stewart Samantha Stosur    | 4−6, 2−6            |
| Guanyadora | 5.   | 5 d'octubre de 2008  | Stuttgart, Alemanya         | Dura (i)     | Anna-Lena Grönefeld  | Květa Peschke Rennae Stubbs        | 6−2, 6−4            |
| Finalista  | 9.   | 19 d'octubre de 2008 | Zuric, Suïssa               | Dura (i)     | Anna-Lena Grönefeld  | Cara Black Liezel Huber            | 1−6, 6−7(3)         |
| Finalista  | 10.  | 19 d'abril de 2009   | Charleston, Estats Units    | Terra batuda | Līga Dekmeijere      | B. Mattek-Sands Nàdia Petrova      | 7−6(5), 2−6, [9−11] |
| Finalista  | 11.  | 2 d'agost de 2009    | Istanbul, Turquia           | Dura         | Julia Görges         | Lucie Hradecká Renata Voráčová     | 6−2, 3−6, [10−12]   |

### Equips: 1 (0−1)
| Resultat  | Núm. | Data                      | Torneig                         | Superfície | Equip          | Oponents                                                          | Marcador |
| --------- | ---- | ------------------------- | ------------------------------- | ---------- | -------------- | ----------------------------------------------------------------- | -------- |
| Finalista | 1.   | 19−20 de setembre de 1998 | Copa Federació, Ginebra, Suïssa | Dura (i)   | Martina Hingis | Conchita Martínez V. Ruano Pascual A. Sánchez Vicario Magui Serna | 2−3      |

## Trajectòria

### Individual
| Open d'Austràlia | A   | Q1   | 4R          | 4R          | 2R          | 4R    | 1R          | 1R          | 4R          | SF    | QF          | QF          | 4R          | 2R    | 2R          | A           | 1R          |  | A   | Q1  | 0 / 14    | 31 – 14   |
| Roland Garros | A   | 1R   | 3R          | QF          | 3R          | 1R    | 2R          | 4R          | 4R          | 2R    | 4R          | 4R          | 4R          | QF    | 1R          | 1R          | 1R          |  | A   | A   | 0 / 16    | 29 – 16   |
| Wimbledon | A   | 1R   | 1R          | 2R          | 1R          | 2R    | 3R          | 2R          | 1R          | 2R    | 1R          | 2R          | 4R          | 1R    | 1R          | 1R          | A           |  | A   | Q1  | 0 / 15    | 10 – 15   |
| US Open | A   | A    | 3R          | QF          | 3R          | 2R    | 2R          | 3R          | 2R          | 4R    | 4R          | 4R          | 3R          | QF    | 2R          | 3R          | A           |  | Q2  | 1R  | 0 / 15    | 31 – 15   |
| Jocs Olímpics | NC  | 1R   | No celebrat | No celebrat | No celebrat | A     | No celebrat | No celebrat | No celebrat | 3R    | No celebrat | No celebrat | No celebrat | 2R    | No celebrat | No celebrat | No celebrat |  | NC  | NC  | 0 / 3     | 3 – 3     |
| WTA Finals | A   | A    | A           | 1R          | A           | A     | A           | 1R          | A           | A     | RR          | A           | A           | A     | A           | A           | A           |  | A   | A   | 0 / 3     | 1 – 4     |
| Total Victòries–Derrotes | 1−1 | 7−10 | 23−24       | 56−22       | 29−23       | 33−26 | 24−24       | 36−26       | 28−23       | 34−22 | 58−25       | 45−24       | 45−25       | 34−22 | 21−22       | 26−19       | 3−9         |  | 1−1 | 1−4 | 505 – 353 | 505 – 353 |
| Rànquing final d'any | 152 | 64   | 26          | 11          | 21          | 25    | 37          | 15          | 23          | 14    | 7           | 9           | 16          | 14    | 43          | 44          | –           |  | 144 | 286 |           |           |
| Llegenda: G: Guanyadora; F: Finalista; SF: Semifinalista; QF: Quarts de final; Q: Qualificació; A: Absent; RR: Round Robin; |     |      |             |             |             |       |             |             |             |       |             |             |             |       |             |             |             |  |     |     |           |           |

### Dobles femenins
| Open d'Austràlia | A   | 1R          | 2R          | 3R          | 3R    | 1R          | 1R          | 1R          | 2R    | 1R          | A           | 3R          | 2R    | QF          | A           | 3R          | 0 / 13    | 14 – 13   |
| Roland Garros | A   | 3R          | QF          | 3R          | A     | 2R          | QF          | 3R          | 3R    | SF          | 2R          | 1R          | 1R    | QF          | 1R          | 2R          | 0 / 14    | 24 – 14   |
| Wimbledon | A   | 2R          | 1R          | 1R          | 1R    | 2R          | 2R          | 1R          | 3R    | A           | A           | 1R          | A     | A           | 1R          | A           | 0 / 10    | 5 – 10    |
| US Open | A   | 1R          | QF          | 1R          | 2R    | 1R          | 2R          | 2R          | SF    | QF          | A           | 2R          | 3R    | 3R          | 1R          | A           | 0 / 13    | 13 – 15   |
| Jocs Olímpics | QF  | No celebrat | No celebrat | No celebrat | A     | No celebrat | No celebrat | No celebrat | 2R    | No celebrat | No celebrat | No celebrat | 2R    | No celebrat | No celebrat | No celebrat | 0 / 3     | 4 – 3     |
| Total Victòries–Derrotes | 7−7 | 14−19       | 23−20       | 17−20       | 18−22 | 13−19       | 13−15       | 19−17       | 25−16 | 16−13       | 1−2         | 7−10        | 14−14 | 21−16       | 7−16        | 4−4         | 219 – 231 | 219 – 231 |
| Rànquing final d'any | 104 | 59          | 29          | 41          | 47    | 77          | 56          | 40          | 18    | 32          | –           | 87          | 52    | 31          | 110         | –           |           |           |
| Llegenda: G: Guanyadora; F: Finalista; SF: Semifinalista; QF: Quarts de final; Q: Qualificació; A: Absent; RR: Round Robin; |     |             |             |             |       |             |             |             |       |             |             |             |       |             |             |             |           |           |